# Austroagallia nitobei
Austroagallia nitobei är en insektsart som beskrevs av Matsumura 1912. Austroagallia nitobei ingår i släktet Austroagallia och familjen dvärgstritar. Inga underarter finns listade i Catalogue of Life.